# Centrální plán
Centrální plán je soubor relativně podrobných nařízení, které mají řídicí funkci v centrálně plánovaných ekonomikách. V těchto ekonomikách je alokační role peněz silně potlačena. Centrálně plánované byly např. „marxistické ekonomiky“; jedná se o centrálně plánované ekonomiky, se kterými je největší historická zkušenost.
Centrální plán na určité období (viz pětiletka) byl vytvářen speciálními institucemi, které za tímto účelem zaměstnávaly nejrůznější odborníky. Sestavování centrálního plánu bylo podřízeno určitým tezím; o těchto tezích bylo politicky rozhodováno a tím mělo být zaručeno, že budou odpovídat společenským zájmům. V případě výjimečných událostí byl centrální plán mimořádně aktualizován.
Při stanovování centrálního plánu se vycházelo z průměrné ekonomické výkonnosti ekonomických subjektů (nikoli mezních hodnot); to mělo bránit ekonomickým úpadkům, které by byly překážkou v politice plné zaměstnanosti. Zvyšování produktivity mělo být dosahováno „zespoda“ racionálním řízením a iniciativou pracovníků (podáváním zlepšovacích návrhů, hnutím Reflektor mladých atd.). Ve skutečnosti vedoucí pracovníci často manipulovali ekonomickými ukazateli, aby byl stanoven snadno splnitelný plán, což byl důsledek absence účinných kontrolních mechanizmů.
Centrální plán nařizoval ekonomickým subjektům množství statků, které mají vyrábět a spotřebovávat. Jeho sestavení představovalo velmi komplikovaný problém a postupně byla vyvinuta složitá metodika.

## Základní pojmy
Materiálová bilance je materiálové vyjádření plánovaných vstupů a výstupů. Často je uváděno ve fyzikálních jednotkách (např. tunách oceli). Pro každou významnou komoditu byl vyhodnocena materiálová bilance. Gosplan zpracovával při vytváření centrálního plánu přes 4 000 materiálových bilancí. V první fázi navrhování byly materiálové bilance značně nekonzistentní; k dosažení konzistence materiálových bilancí bylo v praxi potřeba pět až deset kol iterací. Ve výsledném centrálním plánu muselo být dosaženo konzistencí materiálových bilancí.
Koeficienty jsou konstanty využívané při tvorbě centrálního plánu. Koeficienty odráží fyzikální, chemické, geologické a jiné zákonitosti a technologickou a ekonomickou úroveň. Příklady koeficientů jsou výhřevnost černého uhlí či spotřeba pohonných hmot u jednotlivých dopravních prostředků.
Daň z obratu – při centrálním plánování byly kalkulovány daně z obratu.
Analýza vstupů a výstupů byla vyjádřena v peněžních jednotkách a mohla být stanovena v jednom kroku pomocí řešení tzv. Leontiefovy matice. Výpočet Leontiefovy matice byl však numericky náročný a proto v praxi tyto matice zohledňovaly jen několik set položek.

## Plánování investic
Při zpracovávání centrálního plánu bylo nutno rozhodovat o jednotlivých investičních záměrech. Kritériem byla návratnost investic a uvážení rizika investice. V různých odvětvích byla pro realizaci záměru vyžadována různá návratnost. Ve společensky významných odvětvích byla požadovaná návratnost nižší než v ostatních odvětvích.

## Současnost
V dnešní době regulace centrálních bank (jako je FED, ECB či ČNB) kritikům připomíná centrální plánování ekonomiky.